# Sphaeropsis sapinea
Espèce
Sphaeropsis sapinea (Fr .) Dyco et Sutton  (ou Diplodia sapinea) est une espèce de champignons ascomycètes, dont la position taxonomique est encore discutée.
Ce champignon phytopathogène microscopique, découvert en 1969, est responsable d’une maladie du pin, le « dépérissement des pousses du pin », qui se développe sur toute la planète.
À ne pas confondre avec d'autres champignons se nourrissant de cônes morts de pins (strobilure tenace et collybie des cônes)

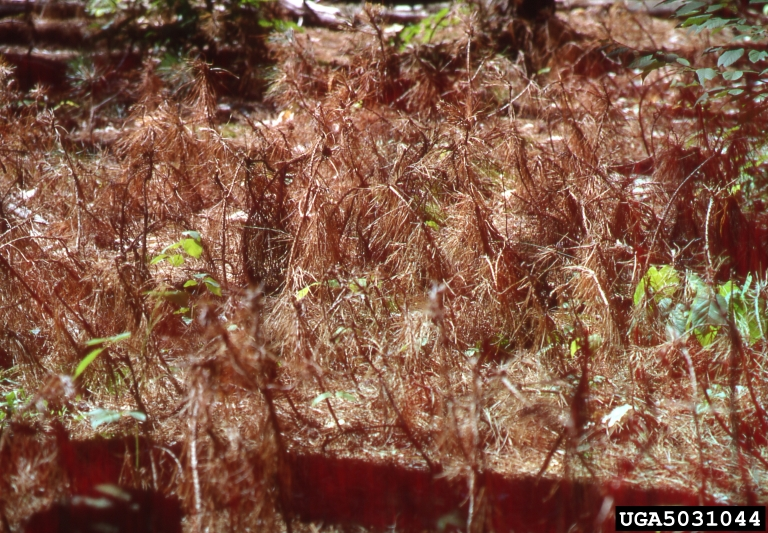
Mortalité de plants de pins rouges (Pinus resinosa Soland), dans une pépinière du Michigan. On pense que les pépinières ont joué un rôle important dans la diffusion du pathogène.

## La maladie

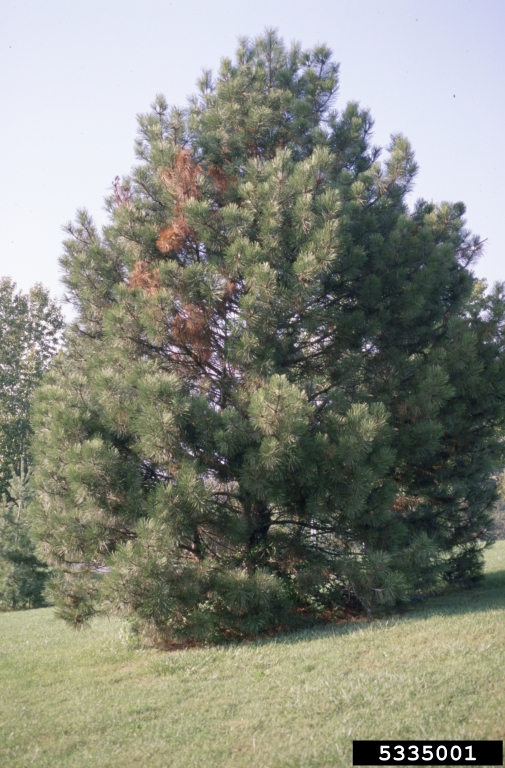
Fructification (points noirs = Picnidie) du champignon parasite sur aiguille d'un pin

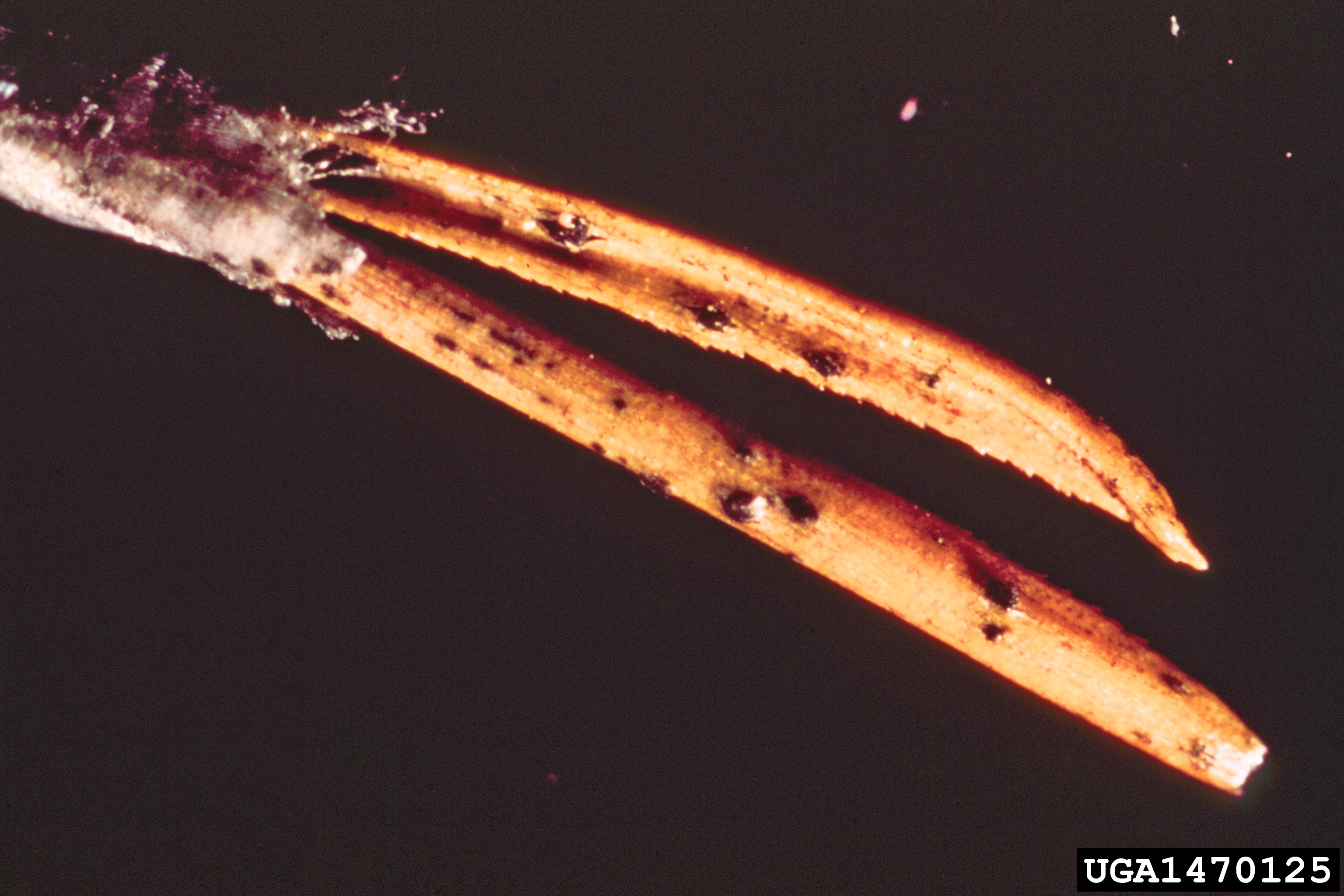
Fructifications (pycnidia) du champignon sur aiguilles de pin rouge, Forêt d'État de Chippewa, Utah, États-Unis, décembre 1970

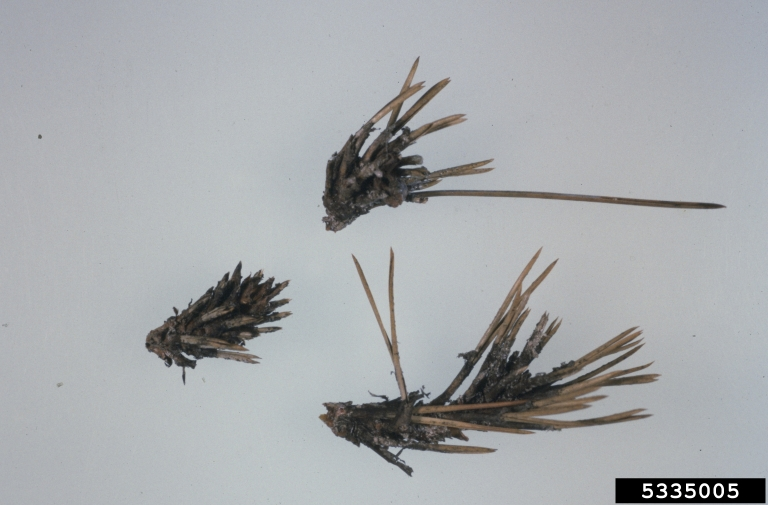
Nanification, dépérissement et mort des aiguilles de pin noir (Pinus nigra Arnold), aux États-Unis

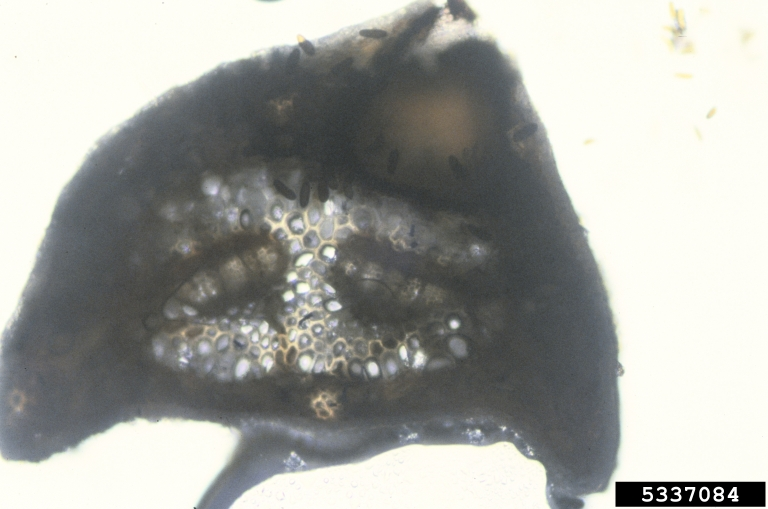
Fructification (pycnidia) du champignon à l'intérieur d'une aiguille de pin (Pinus nigra Arnold) (Ph:Mary Ann Hansen, Virginia Polytechnic Institute and State University, États-Unis)

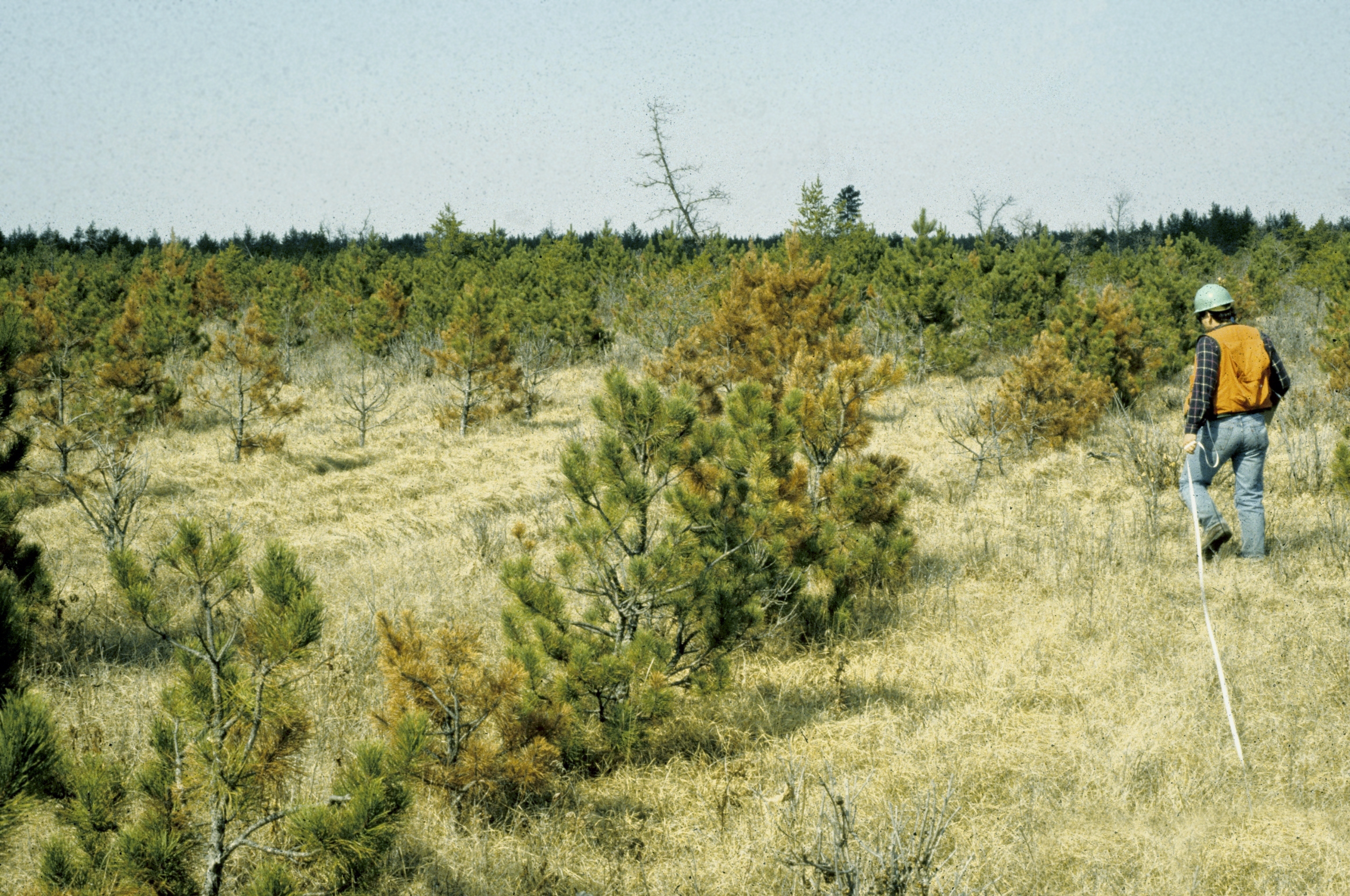
Chercheur étudiant la maladie dans une plantation de pins rouges (Pinus resinosa Soland), Wisconsin, États-Unis (Joseph O'Brien, USDA Forest Service)

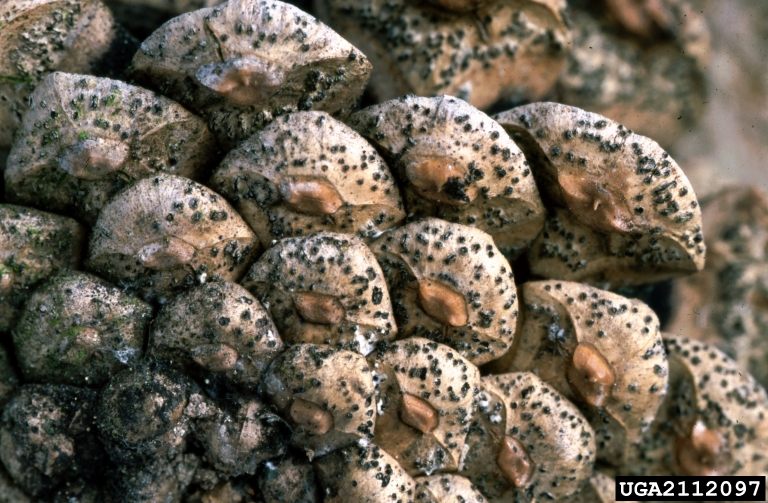
Détail (fructification du champignon sur les écailles d'un cône)

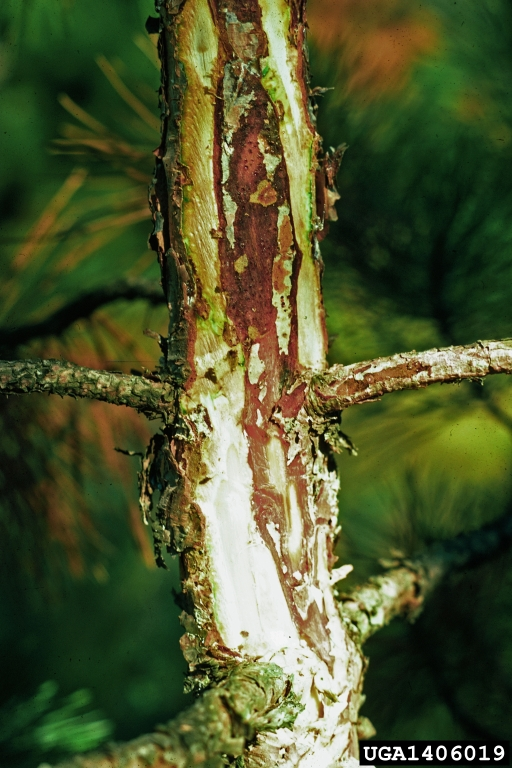
Coloration du bois (écorce enlevée)

Ce parasite des pins découvert en 1969 est responsable d'une maladie émergente ou en développement, le dépérissement des pousses du pin (Sphaeropsis blight pour les anglophones qui l’appelaient aussi autrefois Diplodia tip blight, soit « brûlure des pousses »).
Cette maladie fongique affecte maintenant des pins sur les cinq continents. Elle est devenue un problème national aux États-Unis (de la côte Est au Pacifique).
Elle est suivie en France depuis 1993 (après alerte de l’INRA vers 1990). Il se serait largement disséminé à partir des pépinières. Il est en extension rapide dans toute la France (où il a été signalé dès 1988 en région Centre).
On parle de « brûlure » à cause de l’aspect brun sec que prennent les aiguilles de pins malades ; Sphaeropsis peut ainsi « brûler » plusieurs espèces de pin, généralement sans les tuer et toujours semble-t-il quand ils sont plantés (ou qu’ils ont spontanément) poussé dans des conditions stressantes (sol pollué, sols ne leur convenant pas, bordure de voie très fréquentée, etc.)
Certaines espèces y semblent toutefois plus vulnérables :
- Pin noir d’Autriche (Pinus nigra subsp. nigra var. nigra),
- Pin de Monterey (Pinus radiata D. Don)
- Pin sylvestre (Pinus sylvestris),
- Pin rouge (Pinus resinosa)

''Sphaeropsis sapinea est supposé être un « pathogène d’équilibre » ; il infecte préalablement les aiguilles les plus jeunes de touffes récemment formées et en apparente bonne santé.
Les arbres les plus fortement touchés par cette maladie ont généralement plus de 30 ans d'âge et ont été stressés, et il est rare que des arbres plus jeunes présentent des symptômes de la maladie (et quand cela arrive, ils poussent souvent à côté d’un arbre plus vieux, et malade). 
Ce champignon passerait l'hiver dans les vieux cônes ou dans les cônes en cours de décomposition (qui perdurent plus longtemps dans les arbres avec le recul des écureuils et d'oiseaux tels que le bec croisé des sapins).
Cette maladie est réputée ne s’attaquer qu’aux rameaux et aiguilles d’arbres stressés par une sécheresse, des blessures aux racines, un manque de lumière, la pollution ou une carence en nutriments (azote assimilable par exemple). Des blessures résultant d’orages, grêles ou vents violents ou de certains insectes pourraient aussi être des « portes d’entrées » ou facteurs de stress inhibant les défenses de l’arbre contre ce champignon.

## Facteurs favorisants
- Stress hydrique : Les infestations, qui ont en France commencé dans la moitié nord du pays où les pins ont été introduits, semblent être des « réponses » du système arbre-champignons aux sécheresses de 1976 puis de 1989-1991[4]), dans les jardins, alignements de bords de route et maintenant aussi en forêt où certaines monocultures de résineux et les modifications climatiques pourraient l’avoir favorisé. Le fait d'avoir planté des pins dans un contexte « stationnel » ne leur convenant pas les expose à un risque accru d’infection[5].
- Grêle : les arbres ayant subi de fortes averses de grêle y sont plus vulnérables[6].
- Synergies : comme c’est fréquemment le cas avec les maladies profitant d’une baisse des défenses immunitaires de l’arbre, ce champignon peut agir de concert avec d’autres espèces de pathogènes ( Pestalotiopsis,  Phomopsis et  Kabatina) pouvant être transportées par divers vecteurs dont le charançon des cônes de pins (Pissodes validirostris Gyll).

## Symptômes
En Amérique du Nord, en Europe ou en Asie du Sud-Est, les symptômes suivants sont décrits :
- « brûlures » et nécroses corticales (nécrose de l’écorce), évoquant localement des chancres, sur les tiges et branches que le champignon finit par tuer (souvent les branches basses puis éventuellement tout l’arbre qui a auparavant pris une apparence sèche et brûlée ; couleur rousse ou brune ou grise) sur la partie touchée ;
- mort d'aiguilles ;
- retard de croissance et « nanification » des nouvelles pousses alors que des fructifications noires apparaissent ;
- les chancres sécrètent une résine qui en coulant peut transmettre l'infection à d’autres parties de l’arbre. De même des aiguilles infectées se collant à de la résine d'autres branches semblent pouvoir contribuer à diffuser l'infection[7] ;
- la résine durcit dans le bois mort. La branche devient alors cassante.

## Cycle de la maladie
Si une spore de ce champignon inocule un arbre, ce dernier réagit par une production de résine autour du point d’accès. Cette réaction est inhibée par le stress hydrique (il en va de même pour Ophiostoma minus, autre champignon pathogène pour les arbres affaiblis).
Les spores de Sphaeropsis  se développent typiquement sur certains organes (aiguilles, jeune écorce, écailles de cônes en seconde année de croissance.
Le vent et la saison humide (ou saison des pluies, qui selon l'endroit, peut se dérouler au début du printemps, en été ou en automne) favorisent le transport des spores et leur germination sur de jeunes aiguilles. Les spores colonisent les aiguilles en pénétrant au travers de la cuticule cireuse, via les stomates ou en colonisant l'épiderme des jeunes pousses.
Une fois les aiguilles infectées, le champignon détruit rapidement leurs tissus internes et finit par tuer toute l'aiguille (ce qui freinera la croissance de la branche et de l’arbre). Le champignon peut alors coloniser le tissu de la branche et d’autres aiguilles.
Les aiguilles et des tiges qui étaient déjà arrivées à maturité dans l’année ou l’année précédente, de même  que les cônes mâles de l’année ne sont généralement pas infectés. Seules les aiguilles les plus jeunes semblent vulnérables.
L’arbre affaibli par le champignon ou par d’autres facteurs de stress peut être plus sensible aux attaques d’insectes, lesquels pourraient aussi contribuer à véhiculer le champignon.
En hiver, Sphaeropsis sapinea semble survivre dans les structures de fructification qui se développent sur les cônes de seconde année infectés, détruisant des aiguilles et de bourgeons, et formant des chancres.
Des arbres stressés exposés à un second stress sont encore plus sensibles au parasite, par exemple après une forte averse de grêle

## Moyens de contrôle et soins
Le programme de soins doit tenir compte du fait que seule la partie de l’arbre en croissance dans la saison en cours est susceptible d'être infectée par Sapinea Sphaeropsis.  Les aiguilles d'âge mûr ou ayant survécu plus d'une saison, deviennent résistantes au champignon.
Le meilleur moyen de prévenir cette maladie et sa propagation semble être de réduire ou de prévenir le stress que les aiguilles de pin peuvent subir ;
- une bonne gestion de l’eau dans l’environnement (l’eau ne doit pas manquer et elle devrait être conservée tout au long du profil du bassin versant au lieu d’être drainée et trop rapidement évacuée vers l’aval. Des réseaux de mares, des successions de petits barrages dans les fossés, la restauration de tourbières, la réintroduction de castors (si le milieu leur permet de faire des barrages), peuvent par exemple contribuer à restaurer des conditions hydriques plus favorables aux arbres).
- Éviter les plantations homogènes ou en alignement serrés qui favoriseront la contagion.
- L’arbre ne doit pas manquer de nutriments mais ne doit pas non plus être exposé à un excès de nitrates (eutrophisation).

Une fertilisation (non excessive) du sol contribue expérimentalement, in situ, à rendre les arbres plus résistants. Des épisodes de pluies acides peuvent avoir lessivé certains éléments du sol (carence minérale), ou favorisé la mobilisation de toxiques (métaux lourds) et fragilisé les cuticules. Le manque de feuilles mortes, l’accumulation d’aiguilles de pins, un sol tassé ou asphyxiant ou une mauvaise mycorhization, etc. peuvent perturber l’accès de l’arbre aux nutriments.
Dans un cas d'étude, des dépôts massifs de composés azotés d’origine atmosphérique  (des nitrates ou de l'ammoniac peuvent être présents dans les pluies et dans l’air en aval des zones d’agriculture intensive ou des zones urbaines et industrielles ) ont été jugés prédisposants (De Kam et al. 1990).
Des  apports de boues de papeteries utilisés comme fertilisants dans des peuplements de P. resniosa, ont induit des dessèchements importants de pousses associés à  S. sapinea. Une expérience visant à mesurer les effets combinés d'une sécheresse et d'un apport de fertilisant a montré que le facteur déterminant est le manque d’eau, même si les chancres étaient ensuite plus larges chez les arbres fertilisés.
- l'élagage des branches malades aidera à conserver un meilleur aspect pour l'arbre, mais ne préviendra ni enrayera la propagation de la maladie. Le meilleur moment pour élaguer l'arbre serait à l'automne quand l'arbre sera plus sec ;
- l’arbre ne doit pas être trop ombragé et recevoir assez de soleil, sans non plus être trop exposé aux coups de chaleur ;
- certains fongicides sont disponibles pour prévention de la propagation de la maladie, mais ce sont des produits toxiques, toxiques pour l’environnement, susceptibles de provoquer des résistances. (consulter un professionnel et la réglementation avant toute application)